# Малая Осиновка (Саратовская область)
Малая Осиновка — село в Аткарском районе Саратовской области России. Входит в состав Озёрного муниципального образования.

## География
Село находится в пределах Приволжской возвышенности, в степной зоне, к югу от реки Осиновки, на расстоянии примерно 9 километров (по прямой) к юго-востоку от города Аткарск. Абсолютная высота — 196 метров над уровнем моря.
Климат
Климат характеризуется как умеренно континентальный с холодной малоснежной зимой и жарким сухим летом. Средняя многолетняя температура самого холодного месяца (января) составляет −12,1 — −12,6°С, температура самого тёплого (июля) 20,8 — 21,4°С. Среднегодовое количество атмосферных осадков — 375—450 мм. Снежный покров держится в среднем 130—135 дней в году.
Часовой пояс
Село Малая Осиновка, как и вся Саратовская область, находится в часовой зоне МСК+1. Смещение применяемого времени относительно UTC составляет +4:00.

## Население
| 2002 | 2010 |
| ---- | ---- |
| 315  | ↘301 |

Гендерный состав
По данным Всероссийской переписи населения 2010 года в гендерной структуре населения мужчины составляли 49,2 %, женщины — соответственно 50,8 %.
Национальный состав
Согласно результатам переписи 2002 года, в национальной структуре населения русские составляли 88 % из 315 чел.